# 琼楠小煤炱
琼楠小煤炱（学名：Meliola beilschmiediae）是属于小煤炱目小煤炱科小煤炱属的一种真菌，寄生在樟科植物上。该种分布于中国大陆、台湾。

## 变种
琼楠小煤炱樟变种（学名：Meliola beilschmiediae var. cinnamomi）是属于小煤炱目小煤炱科小煤炱属的一种真菌，寄生在樟树上。该种分布于中国、印度尼西亚。